# Jaelin Kauf
Jaelin Kauf (* 26. September 1996 in Vail, Colorado) ist eine US-amerikanische Freestyle-Skierin. Sie startet in den Buckelpisten-Disziplinen Moguls und Dual Moguls.

## Werdegang
Kauf nahm von 2012 bis 2015 vorwiegend am Nor-Am Cup teil. Dabei errang sie in der Saison 2014/15 mit Platz 3 in Killington und Platz 1 in Val Saint-Côme jeweils im Dual Moguls ihre ersten Podestplatzierungen und erreichte zum Saisonende den fünften Platz in der Mogulswertung. Bei den Juniorenweltmeisterschaften 2015 in Chiesa in Valmalenco gewann sie die Moguls-Bronzemedaille. Im Weltcup debütierte sie am 23. Januar 2016 in Val Saint-Côme und kam dabei auf den 13. Platz im Moguls-Wettbewerb. Beim Weltcup in Deer Valley gelangen ihr die ersten Top-10-Platzierungen im Weltcup.
Im Februar 2017 kam Kauf beim Weltcup in Deer Valley mit dem dritten Platz im Dual Moguls erneut aufs Podium und holte im Dual-Moguls-Wettbewerb in Tazawako ihren ersten Weltcupsieg. Bei den Weltmeisterschaften 2017 in der Sierra Nevada gewann sie die Bronzemedaille im Dual Moguls. Die Saison beendete sie auf dem siebten Platz im Moguls-Weltcup. Anfang April 2017 wurde sie US-amerikanische Dual-Moguls-Meisterin. In der Saison 2017/18 holte sie drei Weltcupsiege. Zudem errang sie zweimal den zweiten Platz und zum Saisonende den sechsten Platz im Gesamtweltcup und den zweiten Platz im Moguls-Weltcup. Bei den Olympischen Winterspielen 2018 in Pyeongchang wurde sie Siebte im Moguls-Wettbewerb. Nach Platz fünf im Moguls in Ruka zu Beginn der Saison 2018/19, siegte sie in Thaiwoo im Moguls und Dual Moguls. Es folgte Platz drei im Moguls in Calgary und Rang zwei im Dual Moguls in Tazawako und erreichte damit den fünften Platz im Gesamtweltcup und erneut den zweiten Rang im Moguls-Weltcup. Beim Saisonhöhepunkt, den Weltmeisterschaften 2019 in Park City, gewann sie die Silbermedaille im Dual Moguls. Im März 2019 wurde sie im Waterville Valley Resort US-amerikanische Meisterin im Moguls und Dual Moguls. In der Saison 2019/20 kam sie bei zehn Weltcupstarts, siebenmal unter die ersten Zehn und errang damit den 13. Platz im Gesamtweltcup und den dritten Platz im Moguls-Weltcup. Dabei holte sie im Dual Moguls in Shymbulak ihren siebten Weltcupsieg und belegte in Krasnojarsk und im Deer Valley Resort jeweils den dritten Platz im Dual Moguls und in
Thaiwoo den zweiten Platz im Dual Moguls.

## Erfolge

### Olympische Spiele
- Pyeongchang 2018: 7. Moguls
- Peking 2022: 2. Moguls

### Weltmeisterschaften
- Sierra Nevada 2017: 3. Dual Moguls, 21. Moguls
- Park City 2019: 2. Dual Moguls, 6. Moguls
- Almaty 2021: 8. Moguls, 12. Dual Moguls
- Bakuriani 2023: 2. Moguls, 2. Dual Moguls

### Weltcupwertungen
| Saison  | Gesamt | Gesamt | Moguls | Moguls |
| Saison  | Platz  | Punkte | Platz  | Punkte |
| ------- | ------ | ------ | ------ | ------ |
| 2015/16 | 54.    | 21,88  | 14.    | 175    |
| 2016/17 | 42.    | 29,82  | 7.     | 328    |
| 2017/18 | 6.     | 56,10  | 2.     | 561    |
| 2018/19 | 5.     | 63,33  | 2.     | 570    |
| 2019/20 | 13.    | 47,00  | 3.     | 470    |
| 2020/21 | -      | -      | 7.     | 330    |
| 2021/22 | -      | -      | 4.     | 493    |

### Weltcupsiege
Kauf errang im Weltcup bisher 23 Podestplätze, davon 7 Siege:
| Datum             | Ort         | Land       | Disziplin   |
| ----------------- | ----------- | ---------- | ----------- |
| 19. Februar 2017  | Tazawako    | Japan      | Dual Moguls |
| 21. Dezember 2017 | Thaiwoo     | China      | Moguls      |
| 11. Januar 2018   | Deer Valley | USA        | Moguls      |
| 18. März 2018     | Megève      | Frankreich | Dual Moguls |
| 15. Dezember 2018 | Thaiwoo     | China      | Moguls      |
| 16. Dezember 2018 | Thaiwoo     | China      | Dual Moguls |
| 1. März 2020      | Almaty      | Kasachstan | Dual Moguls |

### Juniorenweltmeisterschaften
- Chiesa in Valmalenco 2015: 3. Moguls, 10. Dual Moguls

### Weitere Erfolge
- 2 Podestplätze im Nor-Am Cup, davon 1 Sieg
- 3 amerikanische Meistertitel (Dual Moguls 2017, 2019), (Moguls 2019)